# Lobularia
Lobularia é um género botânico pertencente à família Brassicaceae.

## Espécies
- Lobularia maritima - Flor-de-mel, Álisso